# Coextinction
La coextinction se réfère à la perte d'une espèce animale ou végétale due à la disparition d'une autre espèce, par exemple, l'extinction d'insectes parasites après l'extinction de leurs hôtes. Une coextinction peut aussi se produire lorsqu'une espèce végétale perd son espèce pollinisatrice principale, ou lorsqu'un prédateur n'a plus de proies. D'après Lian Pih Koh, chercheur en écologie et biologie de l'évolution à l'Université nationale de Singapour :
« Species coextinction is a manifestation of the interconnectedness of organisms in complex ecosystems... While coextinction may not be the most important cause of species extinctions, it is certainly an insidious one.
La coextinction d'espèces est une manifestation de l'interconnexion d'organismes dans des écosystèmes complexes... Bien que la coextinction puisse ne pas être la cause la plus importante d'extinction des espèces, c'est certainement une cause insidieuse. »
Le nombre d'espèces susceptible de disparaître parce qu'une espèce disparaît peut être important. Une étude conduite en Nouvelle-Calédonie a montré que l'extinction d'une espèce de poisson de récif corallien de taille moyenne aboutirait in fine à la coextinction de dix espèces de parasites.